# La spia russa
La spia russa (Despite the Falling Snow) è un film del 2016 scritto e diretto dalla regista Shamim Sarif, trasposizione del romanzo omonimo Despite the Falling Snow pubblicato nel 2004 dalla stessa Sarif.

## Trama
New York, 1961. Sasha Ivanov, segretario nel dicastero degli Affari Esteri dell’URSS, si trova negli Stati Uniti perché fa parte della delegazione per un incontro bilaterale dei rispettivi ministri. Durante la cena di gala riesce a sfuggire al controllo dei compagni e viene messo al sicuro dai servizi segreti americani. Quando, però, chiede notizie di Katya, la moglie rimasta a Mosca e che sarebbe dovuta espatriare attraverso una rete spionistica, gli viene risposto che sono stati persi i contatti con lei.
Entrambi i genitori di Katya sono stati uccisi sotto il regime di Stalin, quando lei aveva undici anni. Quindici anni dopo, in piena guerra fredda, la giovane donna, cresciuta in varie famiglie fingendo di aderire convintamente al comunismo, lavora come spia per gli americani. Il suo amico Misha, che tiene i contatti con la rete che fa capo agli americani, le fa conoscere il giovane Sasha, vicino ai vertici del Cremlino, perché lo frequenti e abbia così accesso a documenti segreti; in breve tempo i due si innamorano l'uno dell'altra e si sposano, ma lei, costretta da Misha, continua a carpire i segreti affidati a Sasha. Quando al ministero viene scoperta la fuga di informazioni riservate e lei si rende conto che la vita del marito è in pericolo, gli rivela di essere una spia con un piano di fuga programmato e lo convince ad approfittare del viaggio negli Stati Uniti della delegazione ministeriale di cui fa parte per rifugiarsi in America e ritrovarsi là.
Nel 1992, dopo la dissoluzione dell'Unione Sovietica, Sasha, che in America ha trovato la libertà e il successo, vive senza conoscere la sorte della moglie, apparentemente dimentico del passato. Ha una nipote, Lauren, figlia del fratello di Katya, della quale si è preso cura fin da quando era bambina e che ora è diventata un’artista affermata le cui opere sono attualmente esposte in una mostra a Mosca. Lauren, nonostante il parere contrario dello zio, si reca a Mosca per presenziare alla mostra, ma anche per tentare di scoprire qualcosa su Katya. Marina, una giornalista russa, si offre di aiutare Lauren nelle sue ricerche e le due giovani donne, dopo aver scoperto dove abita, vanno a trovare Misha che vive come un vecchio alcolizzato e non vuole parlare del passato.
Mentre tra le due donne sta per consolidarsi una relazione saffica, arriva, inaspettato, Sasha; allora Marina gli rivela di essere la figlia di Dmitri, il ministro finito impiccato dopo la sua fuga, e di aver atteso a lungo quel momento.
In seguito mentre Lauren porta suo zio alla mostra, si presenta Misha che consegna a Sasha una valigia con dentro una vecchia lettera di Katya e degli indumenti della donna. Sollecitato da Lauren, Misha confessa di aver rivelato al Kgb, sotto tortura, che la donna era una spia. La sera in cui Katya gli chiese aiuto per salvarsi (ignara del tradimento dell'amico) lui le aveva teso  una trappola portandola nel luogo in cui avrebbe dovuto essere stata arrestata. Lei aveva cercato  di fuggire, ma lui, dopo aver capito che la donna non avrebbe mai ricambiato il suo amore perché  realmente innamorata del marito, accecato dalla gelosia, le aveva sparato alle spalle.